# 南非英语
南非英语（英語：South African English），是指南非的第一语言为英语的人所说的英语种类。
对于南非英语，其中还存在着一些社会上的、地域上的差异。根据社会阶层，不同种类的南非英语已分为三类：“Cultivated”文雅的，较接近公认发音，主要是上层阶级的；“General”一般的，主要是中产阶级的；“Broad”广泛的，主要是工人阶级和有阿非利卡人（布尔人）血统者的。